# Jeziora Afryki
Większość jezior Afryki położona jest pomiędzy równikiem a Zwrotnikiem Koziorożca, we wschodniej części kontynentu. Dzielą się one na jeziora:
- tektoniczne
  - w dolinach ryftowych
  - w nieckach synklinalnych
- zastoiskowe
- szotty – występujące głównie w Afryce Północnej

## Największe jeziora Afryki
| jezioro            | pow. w km²             | max głębokość | wys. n.p.m. | dorzecze                                        | państwa                                                  |
| ------------------ | ---------------------- | ------------- | ----------- | ----------------------------------------------- | -------------------------------------------------------- |
| Wiktorii           | 68800                  | 92            | 1134        | Nil                                             | Kenia, Tanzania, Uganda                                  |
| Tanganika          | 34400                  | 1435 (1470)   | 773         | Kongo                                           | Burundi, Demokratyczna Republika Konga, Tanzania, Zambia |
| Niasa (Malawi)     | 29 600                 | 706           | 476         | Zambezi                                         | Malawi, Mozambik, Tanzania                               |
| Turkana            | 7950 do 8600           | 73            | 375         | bezodpływowe                                    | Etiopia, Kenia                                           |
| Wielki Szott       | 5000-7000              | ok.60         |             | bezodpływowe                                    | Tunezja                                                  |
| Alberta            | 5600                   | ok. 50        | 619         | Nil Biały                                       | Demokratyczna Republika Konga, Uganda                    |
| Bangweulu          | ok. 5000               | 5             | 1140        | Kongo                                           | Zambia                                                   |
| Mweru              | 4920                   | 15            | 931         | Luapula, Kalungwishi                            | Demokratyczna Republika Konga, Zambia                    |
| Tana               | 3000 – 3500            | 15            |             | Nil Błękitny                                    | Etiopia                                                  |
| Kioga              | 2600-6000              | 8             | 914         | Nil                                             | Uganda                                                   |
| Kiwu               | 2650                   | 480           | 1460        | Ruzizi                                          | Demokratyczna Republika Konga, Rwanda                    |
| Rukwa              | ok. 2600               |               | 794         | bezodpływowe                                    | Tanzania                                                 |
| Mai-Ndombe         | 2300                   | 10            |             | Fimi, Kasai, Kongo                              | Demokratyczna Republika Konga                            |
| Edwarda            | 2150                   | 117 (131)     | 912         | Nyamugasani, Ishasha, Rutshuru, Rwindi, Semliki | Demokratyczna Republika Konga, Uganda                    |
| Czad               | ok. 1500 (wysychające) | 12 (7)        |             | bezodpływowe                                    | Czad, Niger, Nigeria, Kamerun                            |
| Jezioro Małgorzaty | 1256                   | 13            | 1285        |                                                 | Etiopia                                                  |
| Asal               | 50-100                 | 7,4           | -153        | bezodpływowe                                    | Dżibuti                                                  |
| Jezioro Tuniskie   | 37                     |               |             | bezodpływowe                                    | Tunezja                                                  |
| Sabchat al-Kabira  |                        |               |             |                                                 | Algieria                                                 |
| Oran               |                        |               |             |                                                 | Algieria                                                 |
| Dajat Talamin      |                        |               |             |                                                 | Algieria                                                 |
| Sabchat Arziw      |                        |               |             |                                                 | Algieria                                                 |
| Lac des Gharabas   |                        |               |             |                                                 | Algieria                                                 |
| Dajat al-Bagrat    |                        |               |             |                                                 | Algieria                                                 |
| Badżadża           |                        |               |             |                                                 | Algieria                                                 |

## Największe sztuczne zbiorniki wodne Afryki
| zbiornik         | rzeka        | pojemność w km³ | pow. w km² | wysokość zapory | państwa                  |
| ---------------- | ------------ | --------------- | ---------- | --------------- | ------------------------ |
| Owen Falls       | Nil          | 270             |            |                 | Uganda                   |
| Kariba           | Zambezi      | 180             | 5 200      | 125             | Zambia, Zimbabwe         |
| Zbiornik Nasera  | Nil          | 157             | 5 120      | 111             | Egipt                    |
| Wolta            | Wolta        | 148             | 8 500      |                 | Ghana                    |
| Cabora Bassa     | Zambezi      | 63              | 2700       | 155             | Mozambik                 |
| Ar-Rusajris      | Nil Błękitny | 36              |            |                 | Sudan                    |
| Kossou           | Bandana      | 28              |            |                 | Wybrzeże Kości Słoniowej |
| Kainji           | Niger        | 15              |            |                 | Nigeria                  |
| Hendrik Verwoerd | Oranje       | 5               |            |                 | Południowa Afryka        |